# 진보결집+
진보결집+(진보결집더하기)는 노동당 출신의 사회민주주의, 평등주의, 생태주의, 평화주의 당원들의 정치 단체이다.

## 소개
진보결집+를 제안합니다. 
진보결집, 중단없이 계속 +더합시다
 진보결집은 먼 훗날의 과제가 아닙니다. 지난 6월 4일 국민모임, 노동당, 노동정치연대, 정의당은‘새로운 대중적 진보정당 건설을 위한 공동선언’의 정신은 여전히 유효합니다. 진보결집+는 진보결집과 혁신을 통해 대한민국 정치를 근본적으로 바꿀 더 크고, 더 넓고, 더 강한 진보정당을 만들겠다는 약속을 실천하겠습니다. 
진보결집에 ‘진보혁신’을 +더합시다 
진보결집과 진보혁신은 동전의 양면입니다. 진보결집+는 각자가 경험한 진보정치의 성과와 한계를 함께 공유하고, 진보정치의 시즌 2의 시작을 준비하는 조직입니다. 지금부터 지역·부문·의제별 모임과 포럼 등을 통해 새로운 진보정당의 준비된 리더십, 다양한 네트워크, 새로운 콘텐츠를 만들어가겠습니다.
 내 삶에 +플러스가 되는 정치를 합시다 
우리는 자유, 평등, 생태, 평화, 연대가 특별한 가치가 보편적 상식이 되는 사회를 꿈꿉니다. 다양한 이념과 입장이 공존하며 새로운 사회를 만들어가는 대안정당, 평범한 사람들의 삶에 천착하면서 문제를 해결해가는 현실정당, 조금은 더 가볍고 즐거운 마음으로 당에 가입하고 활동을 할 수 있는 대중정당을 원하신다면 진보결집+에 함께 해 주십시오.— 진보결집+ 소개

## 역사
- 2015년 11월: 정의당, 노동정치연대, 국민모임과 통합된 진보정당을 구성하기로 했다.

통합 후, 진보결집+는 ‘평등사회네트워크’로 이름을 변경한 후, 정의당 내 정파로 활동하고 있다.